# Рете, Густав
Густав Рете (нем. Gustav Roethe; 5 мая 1859, Грудзёндз — 17 сентября 1926, Бад-Гаштайн, Зальцбург) — историк немецкой литературы, профессор немецкого языка и литературы в Гёттингене. Его главные труды: «Sebastian Helbers Teutsches Syllabierbüchlein» (Фрейбург, 1882) и «Gedichte Reinmars von Zweter» (Лейпциг, 1887).

## Биография
Изучал классическую и германскую филологию в Гёттингене, Лейпциге и Берлине, в 1881 году, получил докторскую степень (под руководством профессора Фридрих Царнке). В 1888 году, занял пост адъюнкт-профессора немецкой филологии в Геттингенском университете, а два года спустя сменил Вильгельма Германа на посту профессора немецкого языка и литературы. В период с 1923 по 1924 год, он занимал пост ректора в Берлинском университете.
Специализировался на исследование средневерхненемецкой литературы, немецкого романтизма и «Гёте». С 1908 года ему было поручено подготовка к изданию словаря «Немецкий словарь братьев Гримм».
С 1891 по 1926 год вместе с Эдвардом Шрёдером, был редактором «Zeitschrift für deutsches Altertum und deutsche Literatur». В 1921 году стал президентом Института имени Гёте.

## Избранные работы
- Reinmars von Zweter, Herkunft und Aufenthalt in Oesterreich unter Leopold VII, 1883.
- Die Gedichte Reinmars von Zweter, 1887.
- Die Reimvorreden des Sachsenspiegels, 1899.
- Jacob Grimms Vorlesungen über deutsche Litteraturgeschichte, 1899.
- Brentanos 'Ponce de Leon' : eine Säcularstudie, 1901.
- Nibelungias und Waltharius, 1909.
- Das geraubte deutsche Westpreußen, 1926.
- Goethe : gesammelte Vorträge und Aufsätze, 1932.